# Тинос (град)
Тинос (гр:Τήνος, ен:Tinos) град је у средишњој Грчкој и седиште истоименог округа Тинос, као и највеће насеље истоименог острва Тинос, у периферији Јужни Егеј.

## Природни услови
Тинос се налази у средишњем делу грчке државе. Град је смештен на југозападној обали острва Тинос, у омањем заливу. Северно до града се издижу планине.
Клима у Тиносу је средоземна, са жарким и дугим летима и благим и кишовитим зимама.

## Историја
Погледати: Тинос

## Становништво
Данашњи град Тинос има око 4.400 становника, а са околином око 5.200. Последњих година број становника расте:
| 1981. | 1991. | 2001. |
| ----- | ----- | ----- |
| 4.049 | 3.754 | 4.394 |

Становници Тиноса су махом етнички Грци, од којих су већина православци, а мањина римокатолици (посебност Киклада, који су дуго били под Млецима). Лети се број становника значајно увећа доласком туриста, било домаћих или страних.

## Знаменитости града
Тинос је типичан средоземни градић уских улица, са тргом и неколико цркава. Месна архитектура је мешавина локалних утицаја и запада, па се на кућама мешају егејски и класични елементи. Град има неколико музеја.
Најважнија знаменитост града јесте велики и веома цењени Манастир Пресвете Богородице Тиноске, који је најважније место ходочашћа у Грчкој.

## Галерија
- Црква Пресвете Богородице Тиноске
- Улазак у манастир
- Острвска архитектура
- Плажа поред града